# Mumsie
Mumsie é um filme mudo britânico de 1928, do gênero drama de guerra, roteiro e dirigido por Herbert Wilcox, baseado numa peça teatral de Edward Knoblock. 
É atualmente considerado filme perdido.

## Sinopse
Um apostador pacifista começa a vender segredos da fábrica de gás de seu próprio pai para o inimigo.